# Charles-Auguste Grivot
Pour les articles homonymes, voir Grivot.

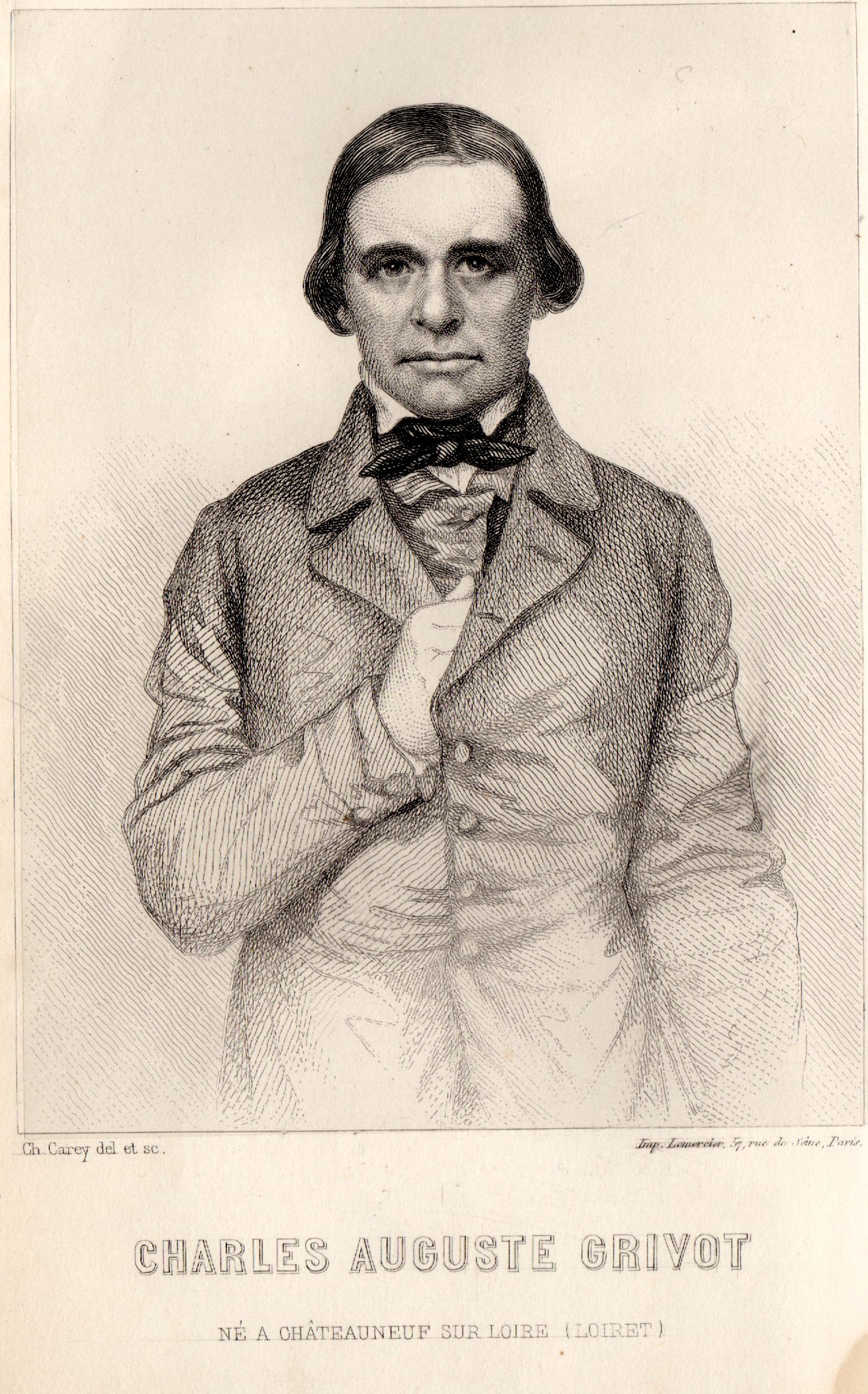
Portrait gravé de Charles-Auguste (1814-1856), tonnelier et poète né à Châteauneuf-sur-Loire (France) (Gravure de 1857)

Charles-Auguste Grivot, né le 16 mars 1814 à Châteauneuf-sur-Loire, fils de tonnelier, fut tonnelier lui-même. 
Après une période de trois années sans récolte de vin, et donc sans fabrication de tonneaux, il passa un concours pour devenir agent-voyer, donc préposé à l'inspection des chemins. Par la suite, il devint agent-voyer d'arrondissement à Pithiviers. Pendant les grandes chaleurs de l'été 1856, il marcha longtemps dans la plaine de Beauce et rentra malade ; il mourut d'une fièvre inflammatoire deux jours plus tard, le 3 août à minuit.
Sous la conduite de sa mère, il apprit à lire dans le recueil des Fables de La Fontaine, le seul livre que possédait sa famille, et ne fréquenta l'école que pendant un an. Animé d'une grande soif de connaissances, il dévorait des livres de toutes sortes. En 1848, il fut sollicité pour être député mais il refusa cette proposition.
De son vivant, il publie de nombreux poèmes dans des journaux, notamment sous le pseudonyme de Paul Germigny, du nom d'une commune voisine, Germigny-des-Prés, où se dresse un oratoire carolingien. Poète bucolique, il se méfie des « socialistes », comme dans ses poèmes : Moïse et le communisme, André le phalanstérien. Il a des liens avec le poète Pierre-Jean de Béranger qui lui adresse une lettre élogieuse. Son inspiration court les légendes mais aussi le quotidien : en particulier, il écrit un poème sur l'inondation historique de la Loire en 1846, qu'il met en vente au profit des victimes des inondations. Il est également l'auteur d'une légende en vers sur la Foire aux châts et la construction du pont sur la Loire de Châteauneuf-sur-Loire. 
Dans le journal Le Courrier du Loiret, il publie du 20 août au 19 novembre 1854 onze épisodes d'un roman feuilleton, Un établissement à la campagne, sous la signature de Paul Germigny.

Sur la place du Port, la colonne des Mariniers porte les quatre derniers vers de son poème sur les inondations de 1846 :
À l'envi redoublez l'ardeur qui vous anime
Aux flots ne laissez point s'il se peut de victime
Ce succès obtenu demain on l'oubliera

Mais un beau souvenir longtemps vous le dira.

## Poésie
- Une lyre à l'atelier, Paul Germigny, Charpentier, 1843
- L'inondation du val de la Loire (signé Paul Germigny ouvrier-tonnelier, 1846)[5]
- Poésies (Gatineau, libraire-éditeur, posthume, 1857)